# Romantic Warrior (cheval)
Romantic Warrior est un cheval de course pur-sang anglais, né en 2018, spécialiste des courses de plat à Hong Kong.

## Carrière de courses
Né en Irlande, acquis yearling pour 300 000 Guinées par l'ancien jockey Michael Kinane pour le compte du Hong Kong Jockey Club, Romantic Warrior est vendu à Peter Lau Kai Fai HK$ 4 800 000, soit environ 600 000 euros, et rejoint les boxes de Danny Shum. Il débute à Happy Valley, l'un des deux hippodromes de Hong Kong en octobre 2021, dans un handicap, et enchaîne quatre victoires dans cette catégorie avant de s'affirmer à l'échelon supérieur en s'adjugeant le Hong Kong Classic Mile, aux dépens de California Spangle. Mais le poulain perd son invincibilité dans la Hong Kong Classic Cup, nettement battu par California Spangle. Un accroc, puisqu'il empoche un mois plus tard le Hong Kong Derby, une tête devant son rival California Spangle. Tandis que ce dernier délaisse les distances intermédiaires et s'en va défier la superstar hongkongaise Golden Sixty dans le Champions Mile, Romantic reste sur 2 000 mètres et s'offre un premier groupe 1 international, la Queen Elizabeth II Cup. Il achève sa première année de compétition avec sept victoires en huit courses.   

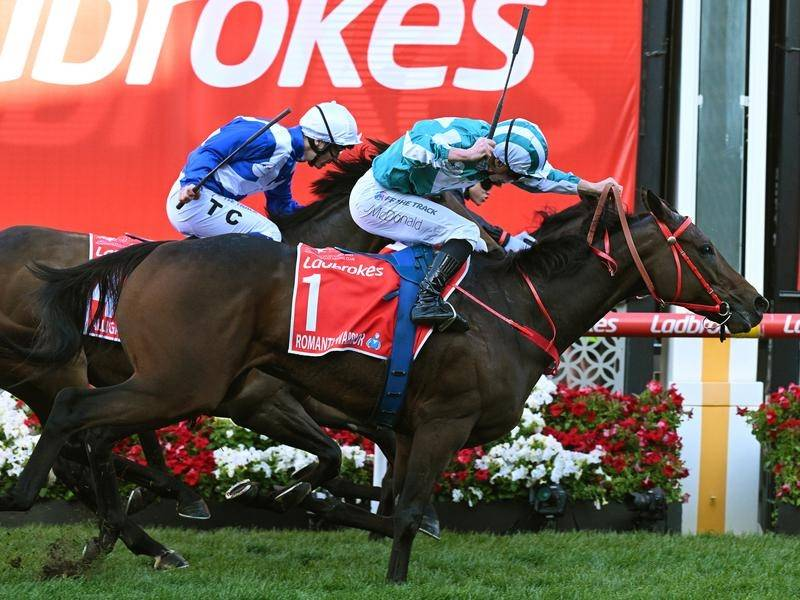
Victoire dans le Cox Plate.

De retour à la compétition après la trêve estivale, Romantic Warrior reprend le cours de ses succès et s'offre un nouveau grand tournoi international dans la Hong Kong Cup, dans laquelle il défait une horde de Japonais ambitieux. Le même jour, Golden Sixty est battu d'une tête par California Spangle dans le Hong Kong Mile, et l'affrontement entre le champion et son challenger est devenu inévitable. Il aura lieu dans la Steward's Cup. Sur le mile, la distance préférée de Golden Sixty, l'aîné s'impose, d'une longueur, tandis que California Spangle est troisième. La revanche a lieu un mois plus tard, sur 2 000 mètres cette fois, soit le parcours de prédilection de Romantic Warrior. Cette fois, le cadet fait mieux, et fait trembler son rival. Mais pour une tête, Golden Sixty montre qu'il reste le boss des courses hongkongaises. Romantic Warrior, lui, se console avec un doublé dans la Queen Elizabeth II Cup, puis connaît la défaite dans la Champions & Chaters Cup face à Russian Emperor, l'un des rares chevaux à avoir devancé Golden Sixty. Romantic Warrior, lui, n'y sera donc jamais parvenu, et ces deux-là ne croiseront plus jamais le fer.     

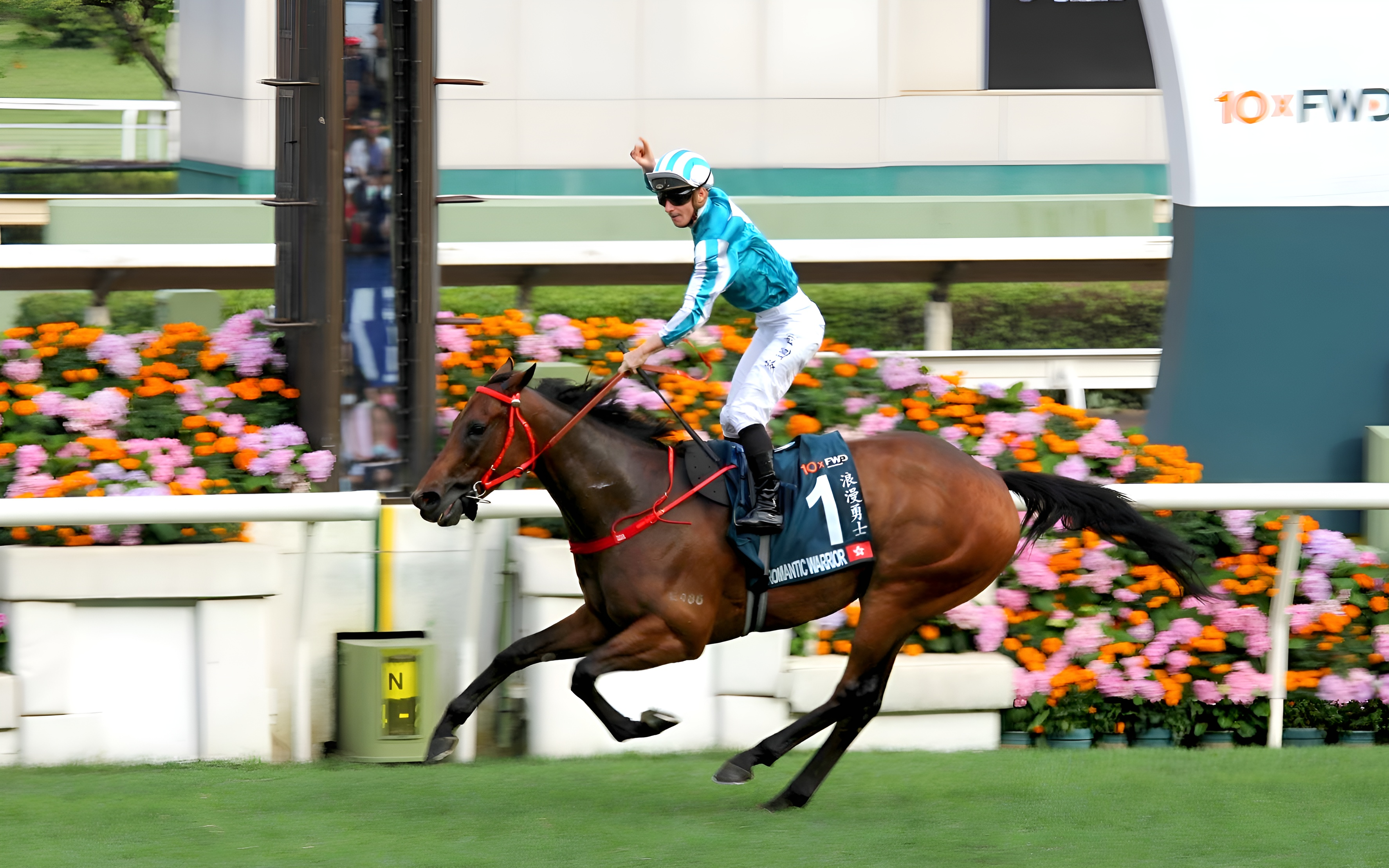
Victoire dans la Queen Elizabeth II Cup 2023.

À l'automne 2023, Romantic Warrior tente une campagne australienne : une anomalie pour un cheval venu de Hong Kong, où les champions ont l'habitude de rester à la maison, dans le confort douillet d'allocations parmi les plus généreuses du monde. Le champion est battu pour sa rentrée dans les Turnbull Stakes, remportées par le Français Gold Trip. Mais il vise la plus belle : le Cox Plate, la course la plus relevée du pays, longtemps chasse gardée des Océaniens, mais où les étrangers, venant d'Europe, du Japon ou de Hong Kong, mènent des raids de plus en plus fréquents. Romantic Warrior ajoute son nom au palmarès, à sa manière, c'est-à-dire de justesse, une courte tête sur le poteau. De retour à Hong Kong, il semble meilleur que jamais, mais sans jamais s'envoler : une courte tête dans la Hong Kong Cup, pour un doublé au détriment du redoutable Irlandais Luxembourg, une encolure dans la Hong Kong Gold Cup, une encolure encore dans la Queen Elizabeth II Cup, une nouvelle fois devant Prognosis, pour le premier triplé de l'histoire de cette course. Insatiable, Romantic Warrior se lance dans une nouvelle expédition à l'étranger, et cette fois va dominer certains des meilleurs milers japonais dans le Yasuda Kinen, ajoutant un huitième groupe 1 à son palmarès et se rapprochant du record de gains de Golden Sixty, qui a amassé près de 170 millions de dollars hongkongais.     
La saison 2024/2025 commence par un doublé dans la Jockey Club Cup et un triplé dans la Hong Kong Cup, où il devance la championne japonaise Liberty Island et quelques aventureux européens. N'ayant plus rien à prouver à Hong Kong, Romantic Warrior s'en va du côté du Golfe Persique affronter des lots internationaux de haut vol. Sa première prestation se déroule sur le gazon de Meydan, où il survole le Jebbel Hatta, un groupe 1, qui lui sert de préparatoire à une tentative dans la Saudi Cup dont la dotation (20 millions de dollars), vaut bien de changer de sport une fois dans sa carrière : ce sera la première (et la dernière promet son entourage) tentative du champion sur le dirt. On vient de partout pour cette alléchante allocation, du Japon, d'Europe, d'Amérique du Nord et du Sud. La course est spectaculaire, Romantic Warrior s'envole littéralement à l'entrée de la ligne droite, déposant le Japonais Forever Young, qui avait pris l'avantage. Le peloton est vite relégué à plusieurs longueurs mais le Hongkongais raccourcit son action tandis que le Japonais reprend du poil de la bête, puis grignote mètre après mètre l'avantage de son adversaire, avant de le coiffer au poteau, d'une encolure, à l'issue d'une lutte épique. De retour sur le gazon, il connaît un scénario similaire à Dubaï : il doit s'avouer vaincu sur le fil face à un autre Japonais, Soul Rush, qui lui arrache d'un nez la victoire dans le Dubaï Turf.          

### Résumé de carrière
| Date                 | Hippodrome           | Pays                 | Course                                | Statut               | Distance             | Jockey               | Place                | Écart                | Vainqueur ou deuxième |
| 2021 / 2022, 3-4 ans | 2021 / 2022, 3-4 ans | 2021 / 2022, 3-4 ans | 2021 / 2022, 3-4 ans                  | 2021 / 2022, 3-4 ans | 2021 / 2022, 3-4 ans | 2021 / 2022, 3-4 ans | 2021 / 2022, 3-4 ans | 2021 / 2022, 3-4 ans | 2021 / 2022, 3-4 ans  |
| -------------------- | -------------------- | -------------------- | ------------------------------------- | -------------------- | -------------------- | -------------------- | -------------------- | -------------------- | --------------------- |
| 20 octobre           | Happy Valley         | Hong Kong            | Tiger Prawn Handicap                  | Class 4              | 1 200 m              | João Moreira         | 1er / 12             | 1 ½                  | A Smile Like Yours    |
| 24 novembre          | Happy Valley         | Hong Kong            | Murrayfield Handicap                  | Class 4              | 1 200 m              | João Moreira         | 1er / 11             | 1                    | Melbourne Hall        |
| 18 décembre          | Sha Tin              | Hong Kong            | Lukfook Jewellery Collection Handicap | Class 3              | 1 200 m              | João Moreira         | 1er / 12             | 1 ¾                  | Armour Eagle          |
| 16 janvier           | Sha Tin              | Hong Kong            | Hoi Lai Handicap                      | Class 3              | 1 200 m              | João Moreira         | 1er / 13             | 1 ¼                  | Lucky With You        |
| 30 janvier           | Sha Tin              | Hong Kong            | Hong Kong Classic Mile                | Conditions           | 1 600 m              | Karis Teetan         | 1er / 14             | 1/2                  | California Spangle    |
| 27 février           | Sha Tin              | Hong Kong            | Hong Kong Classic Cup                 | Conditions           | 1 800 m              | Karis Teetan         | 4e / 14              | 2 ½                  | California Spangle    |
| 20 mars              | Sha Tin              | Hong Kong            | Hong Kong Derby                       | Conditions           | 2 000 m              | Karis Teetan         | 1er / 14             | tête                 | California Spangle    |
| 24 avril             | Sha Tin              | Hong Kong            | Queen Elizabeth II Cup                | Gr. 1                | 2 000 m              | Karis Teetan         | 1er / 10             | 2                    | Tourbillon Diamond    |
| 2022 / 2023, 4-5 ans |                      |                      |                                       |                      |                      |                      |                      |                      |                       |
| 20 novembre          | Sha Tin              | Hong Kong            | Jockey Club Cup                       | Gr. 2                | 2 000 m              | James McDonald       | 1er / 8              | 1 ¼                  | Tourbillon Diamond    |
| 11 décembre          | Sha Tin              | Hong Kong            | Hong Kong Cup                         | Gr. 1                | 2 000 m              | James McDonald       | 1er / 10             | 4 ½                  | Danon The Kid         |
| 29 janvier           | Sha Tin              | Hong Kong            | Stewards' Cup                         | Gr. 1                | 1 600 m              | Karis Teetan         | 2e / 7               | 1                    | Golden Sixty          |
| 23 février           | Sha Tin              | Hong Kong            | Hong Kong Gold Cup                    | Gr. 1                | 2 000 m              | Karis Teetan         | 2e / 7               | tête                 | Golden Sixty          |
| 30 avril             | Sha Tin              | Hong Kong            | Queen Elizabeth II Cup                | Gr. 1                | 2 000 m              | James McDonald       | 1er / 7              | 2                    | Prognosis             |
| 28 mai               | Sha Tin              | Hong Kong            | Champions & Chaters Cup               | Gr. 1                | 2 400 m              | Zac Purton           | 2e / 9               | encolure             | Russian Emperor       |
| 2023 / 2024, 5-6 ans |                      |                      |                                       |                      |                      |                      |                      |                      |                       |
| 7 octobre            | Flemington           | Australie            | Turnbull Stakes                       | Gr. 1                | 2 000 m              | James McDonald       | 4e / 16              | 4                    | Gold Trip             |
| 28 octobre           | Mooney Valley        | Australie            | Cox Plate                             | Gr. 1                | 2 000 m              | James McDonald       | 1er / 12             | cte tête             | Mr. Brightside        |
| 10 décembre          | Sha Tin              | Hong Kong            | Hong Kong Cup                         | Gr. 1                | 2 000 m              | James McDonald       | 1er / 12             | cte tête             | Luxembourg            |
| 25 février           | Sha Tin              | Hong Kong            | Hong Kong Gold Cup                    | Gr. 1                | 2 000 m              | James McDonald       | 1er / 11             | encolure             | Voyage Bubble         |
| 24 avril             | Sha Tin              | Hong Kong            | Queen Elizabeth II Cup                | Gr. 1                | 2 000 m              | James McDonald       | 1er / 11             | encolure             | Prognosis             |
| 2 juin               | Fuchū                | Japon                | Yasuda Kinen                          | Gr. 1                | 1 600 m              | James McDonald       | 1er / 18             | 1/2                  | Namur                 |
| 2024 / 2025, 6-7 ans |                      |                      |                                       |                      |                      |                      |                      |                      |                       |
| 17 novembre          | Sha Tin              | Hong Kong            | Jockey Club Cup                       | Gr. 2                | 2 000 m              | James McDonald       | 1er / 11             | 4 ¼                  | Ka Ying Generation    |
| 8 décembre           | Sha Tin              | Hong Kong            | Hong Kong Cup                         | Gr. 1                | 2 000 m              | James McDonald       | 1er / 11             | 1 ½                  | Liberty Island        |
| 24 janvier           | Meydan               | Dubaï                | Jebbel Hatta                          | Gr. 1                | 1 800 m              | James McDonald       | 1er / 8              | 4 ½                  | Poker Face            |
| 22 février           | Riyad                | Arabie saoudite      | Saudi Cup                             | Gr. 1                | 1 800 m              | James McDonald       | 2e / 14              | encolure             | Forever Young         |
| 5 avril              | Meydan               | Dubaï                | Dubaï Turf                            | Gr. 1                | 1 800 m              | James McDonald       | 2e / 11              | nez                  | Soul Rush             |

## Origines
Romantic Warrior doit sa célérité à son père, Acclamation, un sprinter britannique qui prit des accessits dans les King's Stand Stakes et les Nunthorpe Stakes avant de bien réussir au haras, où il a donné surtout des chevaux de vitesse, notamment le grand étalon Dark Angel. Romantic Warrior a été conçu alors qu'Acclamation faisait la monte à 30 000 euros, son tarif ayant culminé à 40 000 euros l'année suivante. 
La tenue vient donc du côté maternel. La mère, Folk Melody, a été élevée par Godolphin mais n'a pu confirmer ses débuts victorieux pour la casaque bleue et a été cédée aux ventes pour 82 000 euros. Elle a produit plusieurs modestes gagnants. La deuxième mère, Folk Opera, avait beaucoup de talent, puisqu'elle s'est adjugée le Prix Jean Romanet, alors groupe 2, et les E.P. Taylor Stakes au Canada.

### Pedigree
| Origines de Romantic Warrior (IRE), hongre bai, 2015 | Origines de Romantic Warrior (IRE), hongre bai, 2015 | Origines de Romantic Warrior (IRE), hongre bai, 2015 | Origines de Romantic Warrior (IRE), hongre bai, 2015 |
| ---------------------------------------------------- | ---------------------------------------------------- | ---------------------------------------------------- | ---------------------------------------------------- |
| Père Acclamation 1999                                | Royal Applause 1993                                  | Waajib                                               | Try My Best                                          |
| Père Acclamation 1999                                | Royal Applause 1993                                  | Waajib                                               | Coryana                                              |
| Père Acclamation 1999                                | Royal Applause 1993                                  | Flying Melody                                        | Auction Ring                                         |
| Père Acclamation 1999                                | Royal Applause 1993                                  | Flying Melody                                        | Whispering Star                                      |
| Père Acclamation 1999                                | Princess Athena 1985                                 | Ahonoora                                             | Lorenzaccio                                          |
| Père Acclamation 1999                                | Princess Athena 1985                                 | Ahonoora                                             | Helen Nichols                                        |
| Père Acclamation 1999                                | Princess Athena 1985                                 | Shopping Wise                                        | Floribunda                                           |
| Père Acclamation 1999                                | Princess Athena 1985                                 | Shopping Wise                                        | Sea Melody                                           |
| Mère Folk Melody 2011                                | Street Cry 1998                                      | Machiavellian                                        | Mr. Prospector                                       |
| Mère Folk Melody 2011                                | Street Cry 1998                                      | Machiavellian                                        | Coup de Folie                                        |
| Mère Folk Melody 2011                                | Street Cry 1998                                      | Helen Street                                         | Troy                                                 |
| Mère Folk Melody 2011                                | Street Cry 1998                                      | Helen Street                                         | Waterway                                             |
| Mère Folk Melody 2011                                | Folk Opera 2004                                      | Singspiel                                            | In The Wings                                         |
| Mère Folk Melody 2011                                | Folk Opera 2004                                      | Singspiel                                            | Glorious Song                                        |
| Mère Folk Melody 2011                                | Folk Opera 2004                                      | Skiphall                                             | Halling                                              |
| Mère Folk Melody 2011                                | Folk Opera 2004                                      | Skiphall                                             | Minskip (famille 10-a)                               |